# 斯特拜鋸翼脂鯉
斯特拜鋸翼脂鯉，為輻鰭魚綱脂鯉目脂鯉亞目脂鯉科鋸翼脂鯉屬的其中一個種。也叫七巧薄荷灯。